# Christopher Plummer

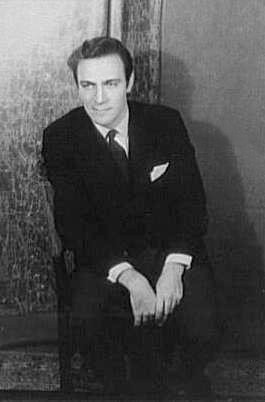
Christopher Plummer, foto door Carl Van Vechten, 1959

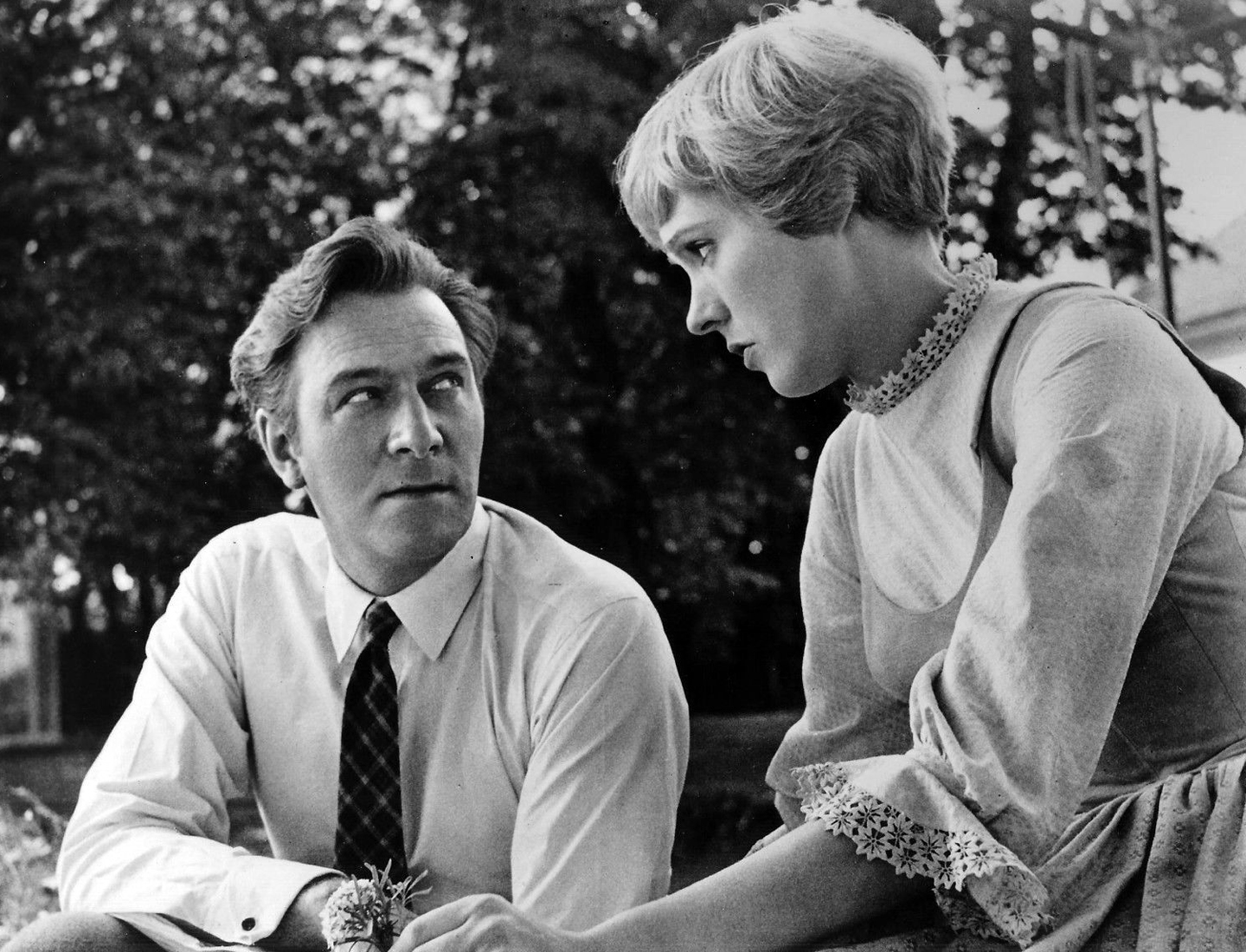
Met Julie Andrews bij de opnamen van The Sound of Music in 1964.

Arthur Christopher Orme Plummer (Toronto (Ontario), 13 december 1929 – Weston, Connecticut, 5 februari 2021) was een Canadese acteur, die met zijn rol als kapitein Von Trapp in The Sound of Music wereldberoemd werd.

## Levensloop
Plummer was de achterkleinzoon van de Canadese minister-president Sir John Abbott. Hij was enig kind. Zijn ouders scheidden kort na zijn geboorte en hij werd grootgebracht in het huis van de familie Abbott in Senneville (Quebec) buiten Montreal.
In 1956 trouwde hij met de actrice Tammy Grimes. Ze kregen een dochter op 23 maart 1957. Ze noemden haar Amanda, naar het karakter Amanda Payne, dat haar moeder had gespeeld in Noël Cowards Private Lives. Amanda werd ook actrice, wat als resultaat had dat Christopher, Tammy en Amanda de enige familie vormden die Tony Awards had gewonnen voor hun werk in het theater.
De carrière van beide echtelieden vroeg echter te veel van hun aandacht, wat resulteerde in hun scheiding in 1960. Van 1962 tot 1967 was hij gehuwd met journaliste Patricia Lewis. In 1969 ontmoette hij Elaine Regina Taylor tijdens de opnamen van Lock Up Your Daughters. Ze trouwden in 1970. Zij bleven meer dan vijftig jaar gehuwd, tot Plummers dood in 2021 als gevolg van een val.

## Theater
Plummer is een van de meest gelauwerde Engelstalige toneelspelers van na de Tweede Wereldoorlog. Hij speelde in meer dan 50 producties en werd zeven maal bekroond met een Tony Award. In 1998 kreeg hij een ster op Canada's Walk of Fame.

## Film
Plummers filmcarrière begon in 1958 met een rol in Stage Struck. Het bekendst werd hij door zijn rol van kapitein Von Trapp in The Sound of Music (1965), een van de populairste films ooit. Hij beweerde dat hij nog nooit gezongen had toen hij voor deze musicalfilm werd aangenomen en playbackte zijn zangpartijen, die werden ingezongen door Bill Lee (1916-1980). Hij noemde de film meermaals "The Sound of Mucus" (de klank van slijm) en gaf herhaaldelijk te kennen dat hij niet alleen maar herinnerd wilde worden als Von Trapp, "deze bordkartonnen figuur, humorloos en eendimensionaal". Uiteindelijk erkende hij wel dat het een grote eer was dat hij "een bijdrage aan dit stuk filmgeschiedenis had mogen leveren".
Er volgde een aantal succesvolle films, waaronder Battle of Britain (1969), Star Trek VI: The Undiscovered Country (1991), Malcolm X (1992) en Twelve Monkeys (1995). In 1999 won hij veel prijzen voor zijn vertolking van een televisiejournalist in The Insider.
In 2010 werd hij voor het eerst in zijn carrière genomineerd voor een Oscar voor beste mannelijke bijrol voor zijn rol als Leo Tolstoj in The Last Station. Eerder was hij al genomineerd voor een Golden Globe en een Screen Actors Guild Award. In 2012 won hij een Oscar voor best mannelijke bijrol in Beginners, waar hij een homoseksuele man speelt die op hoge leeftijd uit de kast komt.

## Filmografie (selectie)
- Stage Struck (1958)
- Wind Across the Everglades (1958)
- Little Moon of Alban (1958)
- A Doll's House (1959)
- Playdate (1961)
- Cyrano de Bergerac (1962)
- The Fall of the Roman Empire (1964)
- Hamlet at Elsinore (1964)
- The Sound of Music (1965)
- Inside Daisy Clover (1966)
- Triple Cross (1966)
- The Night of the Generals (1967)
- Oedipus the King (1968)
- The Royal Hunt of the Sun (1969)
- Lock Up Your Daughters (1969)
- Battle of Britain (1969)
- Waterloo (1970)
- Conduct Unbecoming (1975)
- The Man Who Would Be King (1975)
- The Return of the Pink Panther (1975)
- Aces High (1976)
- Jesus of Nazareth (1977, televisieserie)
- The Silent Partner (1978)
- StarCrash (1978)
- The Scarlet and the Black (1983, televisiefilm)
- Dreamscape (1984)
- Star Trek VI: The Undiscovered Country (1991)
- Secrets (1992)
- Wolf (1994)
- Twelve Monkeys (1995)
- Dolores Claiborne (1995)
- The Insider (1999)
- Dracula 2000 (2000)
- Lucky Break (2001)
- A Beautiful Mind (2001)
- Ararat (2002)
- Nicholas Nickleby (2002)
- Alexander (2004)
- National Treasure (2004)
- Syriana (2005)
- The New World (2005)
- The Lake House (2006)
- Inside Man (2006)
- Closing the Ring (2007)
- Up (2009, stem)
- The Last Station (2009)
- The Imaginarium of Doctor Parnassus (2009)
- Beginners (2010)
- Priest (2011)
- The Girl with the Dragon Tattoo (2011)
- Hector and the Search for Happiness (2014)
- Else & Fred (2014)
- The Forger (2014)
- Danny Collins (2015)
- Remember (2015)
- The Exception (2016)
- All the Money in the World (2017)
- The man who invented Christmas (2017)
- Knives Out (2019)

## Televisie
Plummer heeft in ongeveer honderd televisieprogramma's en series gespeeld. Hij won onder andere een Emmy voor zijn rol in Hamlet at Elsinore, The Thorn Birds en Nuremberg.